# Habrocestum papilionaceum
Habrocestum papilionaceum är en spindelart som först beskrevs av Koch L. 1867.  Habrocestum papilionaceum ingår i släktet Habrocestum och familjen hoppspindlar. Inga underarter finns listade i Catalogue of Life.